# Linux Security Modules
Linux Security Modules (ofta bara LSM) är den del i Linux som hanterar säkerhetsrelaterade tillämpningar. Den infördes som standard från version 2.6 av Linuxkärnan.
I sig självt har den ingen extra säkerhet men den ger kompatibilitet för att bygga in säkerhetsmoduler. Dess främsta syfte är att erbjuda support för moduler som hanterar åtkomstkontroll.
LSM används bland annat av Smack, SELinux och App Armor.